# Gurdok
Gurdok är en sjö i Arjeplogs kommun i Lappland och ingår i Umeälvens huvudavrinningsområde. Sjön har en area på 0,0911 kvadratkilometer och ligger 656,1 meter över havet. Gurdok ligger i Pieljekaise Natura 2000-område.

## Delavrinningsområde
Gurdok ingår i det delavrinningsområde (736363-153819) som SMHI kallar för Utloppet av Vuoleb Tjallasjaure. Medelhöjden är 714 meter över havet och ytan är 35,6 kvadratkilometer. Räknas de 2 avrinningsområdena uppströms in blir den ackumulerade arean 65,63 kvadratkilometer. Viejeströmmen som avvattnar avrinningsområdet har biflödesordning 4, vilket innebär att vattnet flödar genom totalt 4 vattendrag innan det når havet efter 450 kilometer. Avrinningsområdet består mestadels av skog (55 procent) och kalfjäll (22 procent). Avrinningsområdet har 6,7 kvadratkilometer vattenytor vilket ger det en sjöprocent på 18,8 procent.